# 15512 Снайдер
15512 Снайдер (15512 Snyder) — астероїд головного поясу, відкритий 18 жовтня 1999 року.
Тіссеранів параметр щодо Юпітера — 3,196.